# Pierre Drumare
Pierre Drumare (* 26. Oktober 1913; † 15. April 2001 in Paris) war ein französischer Schachkomponist.

## Komposition
Als sich Drumare Anfang der 1950er Jahre für Schachkomposition zu interessieren begann, begann er im April 1952, den Cercle Caïssa nahe dem Place de l’Etoile zu besuchen. Camil Seneca, der zahlreiche Jugendliche an die Komposition heranführte, war Initiator dieser Treffen. Ein paar Tage nach seinem Besuch veröffentlichte Drumare sein erstes Problem in der Zeitung Combat.
Ab 1956 komponierte Drumare regelmäßig, dabei vor allem Zweizüger und Mehrzüger. Auch für Selbstmatt-Längstzüger (Selbstmattaufgaben, bei denen Schwarz immer den geometrisch längsten Zug ausführen muss) interessierte er sich. Märchenschach lehnte er hingegen ab, besonders die Aufgaben mit Märchenfiguren.
Zusammen mit 17 anderen Personen gründete er die Gesellschaft „Les Amis du Problème d’Echecs“ sowie deren Zeitschrift „Thèmes-64“. Von 1982 bis 1986 hatte er das Präsidentenamt der Gesellschaft inne.
Da er Probleme hatte, seine Ideen umzusetzen, sind nur 65 Aufgaben von ihm erschienen. Davon gingen zehn in die FIDE-Alben ein.
Drumare begeisterte sich vor allem für Tasks. Von 1960 bis 1982 arbeitete er nach eigenen Angaben bis zu vier Stunden täglich am Babson-Task, ohne diesen jedoch zu realisieren. In seinem Artikel „Mon dernier pas vers l’impossible“ in Thèmes-64 1982 beschrieb Drumare, wie er daran scheiterte und dass er nun die Gewissheit habe, dass die vierfache Echo-Umwandlung niemals in einem orthodoxen Problem dargestellt werden könne.
Nachdem es dem bis dahin unbekannten Fußballtrainer Leonid Jarosch 1983 gelungen war, den Babson-Task zu verwirklichen, gelang es auch Drumare, den Task darzustellen.
|   | a | b | c | d | e | f | g | h |   |
| 8 |   |   |   |   |   |   |   |   | 8 |
| 7 |   |   |   |   |   |   |   |   | 7 |
| 6 |   |   |   |   |   |   |   |   | 6 |
| 5 |   |   |   |   |   |   |   |   | 5 |
| 4 |   |   |   |   |   |   |   |   | 4 |
| 3 |   |   |   |   |   |   |   |   | 3 |
| 2 |   |   |   |   |   |   |   |   | 2 |
| 1 |   |   |   |   |   |   |   |   | 1 |
|   | a | b | c | d | e | f | g | h |   |

Verführung: 1. Lh3? Ld7!

Lösung:

1. Db1–b7 Lc6xb7

2. Lf1–h3 Lb7–c8

3. Tf8–f6 matt

oder 2. … Ta8xf8+ 3. g7xf8S matt

Mittels römischer Lenkung wird der schwarze Läufer gezwungen, die Turmlinie zu verstellen und die Linienfesselung des weißen Turmes aufzuheben.

## Beruf
Drumare war als Ingenieur der „L’Ecole Centrale de Paris“ tätig. Er entwickelte ein Lötmittel-Verfahren. Später wurde er Direktor des Labors für Metallurgie und Forschung bei Citroën.

## Quelle
- Jean Morice: Pierre Drumare (1913-2001). In: Phénix 96–97, Mai–Juni 2001

| Personendaten    | Personendaten                 |
| ---------------- | ----------------------------- |
| NAME             | Drumare, Pierre               |
| KURZBESCHREIBUNG | französischer Schachkomponist |
| GEBURTSDATUM     | 26. Oktober 1913              |
| STERBEDATUM      | 15. April 2001                |
| STERBEORT        | Paris, Frankreich             |